# 今村 (岡山県)
今村（いまむら）は、岡山県御津郡にあった村。

## 歴史
- 1889年（明治22年）6月1日 - 町村制の施行により、御野郡今村、上中野村、下中野村、中仙道村、西長瀬村、田中村、辰巳村、平田村が合併して村制施行し、今村が発足。
- 1900年（明治33年）4月1日 - 津高郡と御野郡が合併し御津郡となる。
- 1952年（昭和27年）4月1日 - 岡山市に編入され消滅。

## 経済

### 産業
農業
『大日本篤農家名鑑』によれば、今村の篤農家は「長瀬猪眞治」のみある。

## 出身・ゆかりのある人物
- 亀山理平太（内務官僚、地方行政官）